# Palacio de San Antón
El Palacio de San Antón (en maltés: Palazz ta' Sant' Anton) es un palacio situado en Attard, Malta. Es la residencia oficial del Presidente de Malta, y está rodeado por jardines tanto privados como públicos. El Palacio de San Anton y sus jardines deben su origen al Caballero Antoine de Paule, un caballero francés de la Langue de Provence, que fue elegido el Gran Maestre número 54 de la Orden de San Juan en 1623. El Gran Maestre Antoine de Paule, quien también fundó Paola en 1626, adquirió una parcela considerable de tierra cerca de la ciudad de Attard y se dedicó a la construcción de una casa de campo que estuviese más cerca de La Valeta que el palacio de Verdala.
Los sucesivos Grandes Maestres utilizaron el lugar como su residencia. Después de una estancia de Napoleón I en Malta, el Palacio fue la sede de la Asamblea Nacional de Francia desde febrero de 1799 a la salida de los franceses en septiembre de 1800. Fue más tarde convertido en la residencia del Gobernador y del Gobernador General de Malta. Desde 1974 el palacio es la residencia oficial del Presidente de Malta.